# Зональна вулиця (Донецьк)
Зона́льна вулиця — вулиця в Петровському районі Донецька, південніше площі Перемоги і вулиці Петровського. 

## Історія
Раніше Зональна вулиця носила назву Хлібозаводська (на ній і зараз розташований хлібозавод № 12 Петровського хлібокомбінату), потім вулицю було перейменовано, бо поблизу планувалося зробити зону зелених насаджень. Цей план так і не здійснився, але назва вулиці закріпилася.
На Зональній вулиці в будинку № 4 жив відомий радянський письменник, фронтовий розвідник, кавалер ордену ім. Леніна Федір Тимофійович Ілюхін (1911—2007).